# زیمر
الگو:Zemer

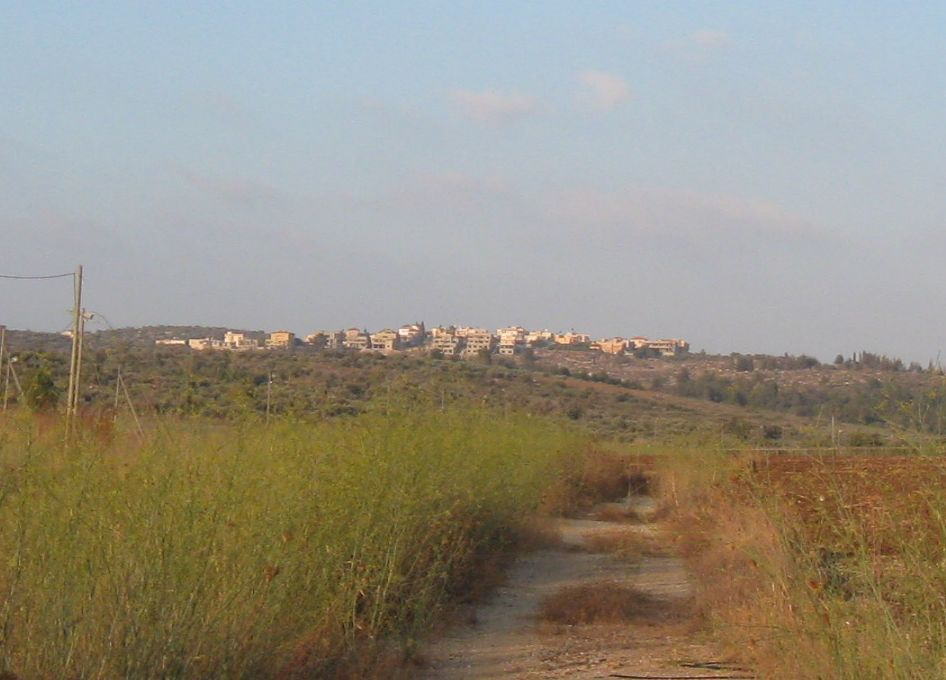
نمایی دور از شهر زیمر در کشور اسرائیل

زیمر (به لاتین: Zemer) یا zimmer چند معنای مختلف دارد :
- زیمر با تلفط زِمِر یکی از شهر های اسرائیل می باشد.
- زیمر با تلفظ زیمر یکی از برند های لوازم دندان پزشکی نیز می باشد.
- هانس زیمر هم یکی از موسیقی دانان بزرگ آلمانی می باشد.
- زیمر یا zimmer یکی از برندهای لوازم خودرو می باشد که کارخانه اصلی آن واقع در گوانجو چین و فروشگاه مرکزی آن در ایران می باشدو